# Victoria-Sud
Pour les articles homonymes, voir Victoria (circonscription).
Victoria-Sud fut une circonscription électorale fédérale de l'Ontario, représentée de 1867 à 1904.
C'est l'Acte de l'Amérique du Nord britannique de 1867 qui divisa le comté de Victoria en deux districts électoraux, Victoria-Nord et Victoria-Sud. Abolie en 1903, elle fut fusionnée à Victoria.

## Géographie
En 1867, la circonscription de Victoria-Sud comprenait :
- Les cantons de Ops, Mariposa, Emily, Verulam
- La ville de Lindsay

## Députés
1. 1867-1872 — George Kempt, PLC
2. 1872-1874 — George Dormer, CON
3. 1874-1882 — Arthur McQuade, CON
4. 1882-1887 — Joseph Rutherdord Dundas, CON
5. 1887-1890 — Adam Hudspeth, CON
6. 1890-1896 — Charles Fairbairn, L-C
7. 1896-1900 — George McHugh, PLC
8. 1900-1904 — Adam Edward Vrooman, CON

- CON = Parti conservateur du Canada (ancien)
- L-C = Parti libéral-conservateur
- PLC = Parti libéral du Canada